# Edgardo González
Edgardo Nilson González (Colonia del Sacramento, 1936. szeptember 30. – 2007. október 26.) uruguayi válogatott labdarúgó.
Az uruguayi válogatott tagjaként részt vett az 1962-es világbajnokságon, illetve az 1957-es Dél-amerikai bajnokságon.

## Sikerei, díjai
Peñarol
- Uruguayi bajnok (4): 1961, 1962, 1964, 1965
- Copa Libertadores (1): 1961
- Interkontinentális kupa (1): 1961

Uruguay
- Dél-amerikai bronzérmes (1): 1957